# Les Charbonniers de l'enfer
Les Charbonniers de l'enfer est un groupe québécois de musique traditionnelle, composé de cinq chanteurs d'expérience : Michel Faubert, Normand Miron, Jean-Claude Mirandette, Michel Bordeleau et André Marchand, les deux derniers cités sont aussi podorythmistes ou « tapeux de pieds ».
Leur album, Les Charbonniers de l'enfer : "En personne", remporta, le 23 octobre 2006, le prix du meilleur album de musique traditionnelle québécois en 2006 de l'ADISQ.
Dans leur album « Nouvelles fréquentations », Les Charbonniers de l’Enfer abordent un répertoire contemporain. Celui-ci comprend entre autres des œuvres de Neil Young, Félix Leclerc, Noir désir, Daniel Lanois, Plume, Steven "Cassonade" Faulkner, Daniel Lavoie et Florent Vollant, Dédé Fortin, les sœurs McGarrigle, Marcel Martel et Bertolt Brecht. Cet album leur a valu des nominations à l'ADISQ et aux Prix de la musique folk canadienne.
En 2017, ils lancent l'album « 25 ans de grande noirceur », une compilation de 13 chansons sélectionnées avec soin dans leur répertoire depuis le début de leur formation, avec en titre bonus, la chanson Le cou de ma bouteille en version remix.
En 2018 et 2019, Bernard Simard remplace Jean-Claude Mirandette qui est malade. Bernard Simard décède en 2020.
Jean-Claude Mirandette meurt le 12 avril 2019 d'une récidive du cancer de la gorge.
Le groupe maintenant composé de 4 membres se produit avec La Nef pour le spectacle La Traverse Miraculeuse.

## Prix et distinctions
- 2011 : Nomination aux Prix de la musique folk canadienne – Album de l’année – contemporain, Groupe vocal de l’année pour Nouvelles Fréquentations
- 2011 : Nomination à l'ADISQ (4) - Album de l’année – Reprises, Spectacle de l’année – Interprète, Arrangeur de l’année, Scripteur de spectacles de l’année pour Nouvelles Fréquentations
- 2009 : Prix ADISQ - Album de l’année – Musique Traditionnelle - La Nef & Les Charbonniers de l’Enfer
- 2008 : Nomination à l'ADISQ - Album de l’année pour l'album À la grâce de Dieu
- 2007 : Prix aux Prix de la musique folk canadienne - Meilleur groupe de l’année
- 2006 : Prix à l'ADISQ - Album de l’année - Musique Traditionnelle pour En personne
- 2003 : Nomination à l'ADISQ - Meilleure pochette CD pour Wô
- 2003 : Prix à l'ADISQ - Album de l’année - Musique Traditionnelle pour Wô